# Pancreatectomia

Pancreatectomia

Pancreatectomia é um procedimento cirúrgico que consiste na remoção total ou parcial do pâncreas. 
Existem vários tipos, entre os quais o procedimento de Whipple, a pancreatectomia distal (remoção do corpo e da cauda deste órgão), pancreatectomia segmental e pancreatectomia total (remoção completa).
Dentre as suas causas estão as neoplasias como o adenocarcinoma (responsável por cerca de 85% dos casos de câncer no pâncreas), a inflamação do órgão, a pancreatite necrosante, dentre outras.
Em razão deste órgão ser responsável pela produção de uma série de enzimas digestivas, o procedimento só é aconselhável em casos em que a doença represente uma ameaça à vida do paciente.